# Суворов, Александр (молдавский футболист)
Александр Суворов (рум. Alexandru Suvorov; 2 февраля 1987, Кишинёв) — молдавский футболист, полузащитник клуба «Флорешты» и сборной Молдавии.

## Футбольная карьера

### Клубная
Александр Суворов начинал свою карьеру в тираспольском «Шерифе». В 2007 году был отдан в аренду в «Тирасполь», в 2009 снова вернулся в «Шериф» и с командой завоевал Кубок Содружества. 31 января 2010 года подписал контракт с польской «Краковией». В декабре 2011 года был признан лучшим футболистом Молдавии. В феврале 2013 года находился на просмотре в клубе российской Премьер-Лиги «Мордовии», куда вскоре и перешёл. Всего же за два сезона проведенных в российском клубе Суворов отыграл 3 игры, в 2014 году ни разу не вышел на поле. В феврале 2015 года подписал контракт с молдавским клубом «Милсами».
В июне 2016 года стало известно, что Суворов перешёл в футбольный клуб «Заря» Бельцы.

### Сборная
Осенью 2014 года был снова вызван в состав сборной Молдовы, чтобы провести игру в рамках отборочного цикла Чемпионата Европы по футболу 2016 против сборной Лихтенштейна. На конец февраля 2014 года Суворов провел 49 игр и забил 5 голов за сборную страны.

## Статистика выступлений

### В сборной
По состоянию на 20 февраля 2015 года
| Сборная          | Сезон | Матчи | Голы |
| ---------------- | ----- | ----- | ---- |
| Сборная Молдавии |       |       |      |
| 2006             | 1     | 0     |      |
| 2007             | 1     | 0     |      |
| 2008             | 8     | 0     |      |
| 2009             | 7     | 0     |      |
| 2010             | 8     | 2     |      |
| 2011             | 10    | 3     |      |
| 2012             | 5     | 0     |      |
| 2013             | 7     | 1     |      |
| 2014             | 3     | 0     |      |
| Итого            | Итого | 50    | 6    |

| Голы Александра Суворова за сборную Молдавии | Голы Александра Суворова за сборную Молдавии | Голы Александра Суворова за сборную Молдавии | Голы Александра Суворова за сборную Молдавии | Голы Александра Суворова за сборную Молдавии | Голы Александра Суворова за сборную Молдавии |
| -------------------------------------------- | -------------------------------------------- | -------------------------------------------- | -------------------------------------------- | -------------------------------------------- | -------------------------------------------- |
| №                                            | Дата                                         | Соперник                                     | Счёт                                         | Голы Суворова                                | Соревнование                                 |
| 1                                            | 3 сентября 2010                              | Финляндия                                    | 2:0                                          | 1                                            | Чемпионат Европы 2012 (отборочный турнир)    |
| 2                                            | 7 сентября 2010                              | Венгрия                                      | 2:1                                          | 1                                            | Чемпионат Европы 2012 (отборочный турнир)    |
| 3                                            | 29 марта 2011                                | Швеция                                       | 2:1                                          | 1                                            | Чемпионат Европы 2012 (отборочный турнир)    |
| 4                                            | 10 августа 2011                              | Кипр                                         | 3:2                                          | 1                                            | Товарищеский матч                            |
| 5                                            | 11 октября 2011                              | Сан-Марино                                   | 4:0                                          | 1                                            | Чемпионат Европы 2012 (отборочный турнир)    |
| 6                                            | 26 марта 2013                                | Украина                                      | 2:1                                          | 1                                            | Чемпионат мира 2014 (отборочный турнир)      |

## Достижения

### Командные
Шериф:
- Чемпион Молдавии (2): 2009, 2010
- Обладатель Кубка Молдавии (2): 2009, 2010
- Обладатель Суперкубка Молдавии (1): 2006/07
- Обладатель Кубка чемпионов Содружества (1): 2009

 Милсами:
- Чемпион Молдавии (1): 2015
- Финалист Суперкубка Молдавии (1): 2015

### Личные
- Лучший футболист Молдавии: 2011